# یانا سوتیوا
یانا سوتیوا (روسی: Яна Алановна Сотиева؛ ۲۶ ژوئن ۲۰۰۲) وزنه‌بردار اهل روسیه بود.